# Copa México Clausura 2015
La Copa MX Clausura 2015 fue la edición 46 de la Copa México. El campeón de este torneo, Puebla, se enfrentaría contra el Santos Laguna, campeón de la Copa MX Apertura 2014, en la Supercopa MX 2014-15. Puebla obtuvo el lugar de México 3 en Copa Libertadores 2016 automáticamente, ya que Santos clasificó a la Liga de Campeones de la Concacaf 2015-16.

## Sistema de competencia
La competencia de la Copa MX es organizada por la Liga Bancomer MX y Ascenso MX.

Participarán en la Copa MX C15 un total de 24 clubes: 11 clubes de la Liga Bancomer MX y 13 clubes de Ascenso MX.

Por lo que hace a los 11 clubes de la Liga Bancomer MX, se descontarán de la Tabla General de Acceso a los cuatro Clubes que competirán en la Concacaf Liga Campeones 2014-15 (León, América, Pachuca y Cruz Azul); y los 3 clubes que participarán en la Copa Libertadores 2015 (Tigres, Atlas y Morelia).

En cuanto a los Clubes de Ascenso MX, participan los 13 clubes de esta División descontando al Celaya, quien ocupó el último lugar en la Tabla General de Clasificación de la Temporada Apertura 2014.

### Fase de calificación
Se integra por 6 jornadas en las que los Clubes jugarán solo con rivales de su grupo en series denominadas llaves. Los 24 clubes participantes se dividirán en 6 grupos de 4 clubes cada uno.

Los equipos de cada grupo jugarán 3 llaves que se calificarán de la siguiente forma:
- Por juego ganado se obtendrán tres puntos
- Por juego empatado se obtendrá un punto
- Por juego perdido cero puntos
- Por llave ganada un punto adicional

En caso de que exista empate en el número de puntos obtenidos por juego, se tomará como criterio de desempate el mayor número de goles anotados como visitante. En caso de que exista empate en el número puntos obtenidos y en goles anotados, o no se hayan anotado goles en los partidos, no habrá punto adicional en la llave.

Si al finalizar las 6 jornadas, dos o más Clubes estuviesen empatados en puntos, su posición en la Tabla General de Clasificación será determinada atendiendo a los siguientes criterios de desempate:
1. Mejor diferencia entre los goles anotados y recibidos
2. Mayor número de goles anotados
3. Marcadores particulares entre los Clubes empatados
4. Mayor número de goles anotados como visitante
5. Mejor ubicado en la Tabla General de Cociente
6. Tabla Fair Play
7. Sorteo

Para determinar los lugares que ocuparán los clubes que participen en la Fase Final de la Copa MX C15, se tomará como base la Tabla General de Clasificación al término del torneo.

### Fase final
Participarán por el título de Campeón de la Copa MX C15 el primer lugar de cada uno de los 6 grupos y, para completar a los 8 finalistas, los dos mejores segundos lugares de entre todos los grupos.

En esta fase los equipos se enfrentarán a un solo partido resultando vencedor el que anote mayor número de goles en el tiempo reglamentario de juego. En caso de empate en goles o que no se haya anotado ninguno, para decidir el encuentro se procederá a tirar series de penales.

El partido se llevará a cabo en el estadio del club que tenga mejor ubicación en la Tabla General de Clasificación del Torneo de Copa.
La fase final se jugará de la siguiente forma:
- Cuartos de Final
  - 1 vs 8 → SF1
  - 2 vs 7 → SF2
  - 3 vs 6 → SF3
  - 4 vs 5 → SF4
- Semifinales
  - SF1 vs SF4 → F1
  - SF2 vs SF3 → F2
- Final
  - F1 vs F2

## Equipos por Entidad Federativa
Para esta edición de la Copa México se contará con 24 equipos, las entidades federativas de la República Mexicana con más equipos profesionales en el certamen serán Jalisco, Puebla y Tamaulipas con dos equipos.
| Santos Monterrey U de G Guadalajara Chiapas Tijuana Puebla Lobos BUAP Toluca UNAM Veracruz Querétaro Atlante Dorados Altamira Correcaminos Irapuato Necaxa San Luis Mérida Oaxaca Zacatepec Tepic Zacatecas |

| Entidad Federativa | N.º | Equipos                 |
| ------------------ | --- | ----------------------- |
| Jalisco            | 2   | Guadalajara y U de G    |
| Puebla             | 2   | Puebla y Lobos BUAP     |
| Tamaulipas         | 2   | Correcaminos y Altamira |
| Nuevo León         | 1   | Monterrey               |
| Guanajuato         | 1   | Irapuato                |
| Distrito Federal   | 1   | UNAM                    |
| Baja California    | 1   | Tijuana                 |
| Chiapas            | 1   | Chiapas                 |
| Coahuila           | 1   | Santos                  |
| Estado de México   | 1   | Toluca                  |
| Querétaro          | 1   | Querétaro               |
| Veracruz           | 1   | Veracruz                |
| Morelos            | 1   | Zacatepec               |
| Sinaloa            | 1   | Dorados                 |
| Aguascalientes     | 1   | Necaxa                  |
| Oaxaca             | 1   | Oaxaca                  |
| San Luis Potosí    | 1   | Atlético San Luis       |
| Yucatán            | 1   | Mérida                  |
| Quintana Roo       | 1   | Atlante                 |
| Nayarit            | 1   | Tepic                   |
| Zacatecas          | 1   | Zacatecas               |

## Información de los equipos
| Equipo        | Entrenador                    | Estadio                 | Ciudad                           | Patrocinador    | Kit           |
| ------------- | ----------------------------- | ----------------------- | -------------------------------- | --------------- | ------------- |
| Altamira      | Sergio Orduña                 | Altamira                | Altamira, Tamaulipas             |                 | Lotto         |
| Atlante       | Gaston Obledo Gabriel Pereyra | Andrés Quintana Roo     | Cancún, Quintana Roo             | Cancún          | Kappa         |
| Atl. San Luis | Raúl Arias                    | Alfonso Lastras         | San Luis Potosí, San Luis Potosí | Boing           | Kappa         |
| Chiapas       | Sergio Bueno                  | Víctor Manuel Reyna     | Tuxtla Gutiérrez, Chiapas        | Chiapas         | Pirma         |
| Correcaminos  | Álex Aguinaga                 | Marte R. Gómez          | Cd. Victoria, Tamaulipas         | Libertad        | Atlética      |
| Irapuato      | Roberto Sandoval              | Sergio León Chávez      | Irapuato, Guanajuato             | Nivada          | Keuka         |
| Dorados       | Carlos Bustos                 | Banorte                 | Culiacán, Sinaloa                | Coppel          | Silver Sports |
| Guadalajara   | José Manuel de la Torre       | Omnilife                | Guadalajara, Jalisco             | Bimbo           | Adidas        |
| Toluca        | Jose Saturnino Cardozo        | Nemesio Diez            | Toluca, Estado de México         | Banamex         | Under Armour  |
| Leones Negros | Alfonso Sosa                  | Jalisco                 | Guadalajara, Jalisco             | Telcel          | Lotto         |
| Lobos BUAP    | Ricardo Valiño                | Olímpico de la BUAP     | Puebla, Puebla                   | Coca Cola       | Keuka         |
| Mérida        | Juan Carlos Chávez            | Carlos Iturralde Rivero | Mérida, Yucatán                  | ADO             | Lotto         |
| Monterrey     | Antonio Mohamed               | Tecnológico             | Monterrey, Nuevo León            | Bimbo           | Puma          |
| Necaxa        | Miguel Fuentes                | Victoria                | Aguascalientes, Aguascalientes   | ETN             | Umbro         |
| Oaxaca        | Ricardo Rayas                 | Benito Juárez           | Oaxaca, Oaxaca                   |                 | Lotto         |
| Tepic         | Mauro Camoranesi              | Arena Cora              | Tepic, Nayarit                   | Riviera Nayarit | Nike          |
| Tijuana       | Daniel Guzmán                 | Caliente                | Tijuana, Baja California         | Caliente        | Adidas        |
| Puebla        | José Guadalupe Cruz           | Olímpico de la BUAP     | Puebla, Puebla                   | EA Sports       | charly        |
| Querétaro     | Víctor Manuel Vucetich        | Corregidora             | Querétaro, Querétaro             |                 | Pirma         |
| Santos        | Pedro Caixinha                | Nuevo Estadio Corona    | Torreón, Coahuila                | Soriana         | Puma          |
| UNAM          | Guillermo Vázquez             | Olímpico Universitario  | México, D. F.                    | Banamex         | Nike          |
| Veracruz      | Carlos Reinoso                | Luis "Pirata" Fuente    | Veracruz, Veracruz               | Winpot Casino   | Kappa         |
| Zacatecas     | Pablo Marini                  | Francisco Villa         | Zacatecas, Zacatecas             | Telcel          | Pirma         |
| Zacatepec     | Ignacio Rodríguez             | Centenario              | Zacatepec, Morelos               | Boing           | Silver Sports |

## Calendario
El Calendario de la competición es el siguiente:
| Fase                   | Ronda            | Partido de ida | Partido de vuelta |
| ---------------------- | ---------------- | -------------- | ----------------- |
| Fase de grupos         | Llave 1          |                |                   |
| Fase de grupos         | Llave 2          |                |                   |
| Fase de grupos         | Llave 3          |                |                   |
| Eliminatorias directas | Cuartos de final |                |                   |
| Eliminatorias directas | Semifinales      |                |                   |
| Eliminatorias directas | Final            |                |                   |

## Fase de grupos
Jugarán en seis grupos de cuatro equipos, en cada grupo habrá dos equipos de la Liga Bancomer MX y dos de la liga de Ascenso MX, excepto en el Grupo 6, en el cual habrá un equipo de la Liga Bancomer MX y tres de la liga Ascenso MX. Clasificarán a cuartos de final el primer lugar de cada grupo y los dos mejores segundos lugares.
- Los horarios son correspondientes al Tiempo del Centro de México (UTC-6 y UTC-5 en horario de verano).

|  | Equipo clasificado para la Fase final (Primer lugar de grupo).        |
|  | Equipo clasificado para la Fase final (Mejor segundo lugar de grupo). |
|  | Equipo eliminado de la competición.                                   |

### Grupo 1
Equipos de la Liga Bancomer MX: Santos, Querétaro
Equipos del Ascenso MX: Zacatecas, Atlético San Luis
Transmisión: ESPN 2, TVC Deportes y Cadena 3 (solo partidos como local de Querétaro)
| Pos. | Equipo               | Pts. | PJ | G | E | P | LG | GF | GC | Dif. | Clasificación             |
| ---- | -------------------- | ---- | -- | - | - | - | -- | -- | -- | ---- | ------------------------- |
| 1    | Querétaro            | 15   | 6  | 4 | 1 | 1 | 2  | 13 | 5  | +8   | Acceso a cuartos de final |
| 2    | Santos               | 11   | 6  | 2 | 3 | 1 | 2  | 9  | 10 | −1   |                           |
| 3    | Atlético de San Luis | 8    | 6  | 2 | 1 | 3 | 1  | 7  | 11 | −4   |                           |
| 4    | Mineros de Zacatecas | 5    | 6  | 1 | 1 | 4 | 1  | 8  | 11 | −3   |                           |

 Fuente: [cita requerida]
| Santos Laguna     | 2 - 2 | Zacatecas         | TSM Corona              | 20 de enero   | 21:00 |  |
| Atlético San Luis | 1 - 0 | Querétaro         | Alfonso Lastras Ramírez | 21 de enero   | 19:00 |  |
| Querétaro         | 3 - 2 | Atlético San Luis | Corregidora             | 27 de enero   | 19:00 |  |
| Zacatecas         | 1 - 2 | Santos Laguna     | Francisco Villa         | 27 de enero   | 21:00 |  |
| Querétaro         | 2 - 0 | Zacatecas         | Corregidora             | 3 de febrero  | 19:00 |  |
| Atlético San Luis | 0 - 0 | Santos Laguna     | Alfonso Lastras Ramírez | 3 de febrero  | 21:00 |  |
| Santos Laguna     | 3 - 0 | Atlético San Luis | TSM Corona              | 17 de febrero | 19:00 |  |
| Zacatecas         | 0 - 1 | Querétaro         | Francisco Villa         | 17 de febrero | 21_00 |  |
| Zacatecas         | 0 - 1 | Atlético San Luis | Francisco Villa         | 24 de febrero | 19:00 |  |
| Querétaro         | 5 - 0 | Santos Laguna     | Corregidora             | 25 de febrero | 21:00 |  |
| Atlético San Luis | 3 - 5 | Zacatecas         | Alfonso Lastras Ramírez | 3 de marzo    | 19:00 |  |
| Santos Laguna     | 2 - 2 | Querétaro         | TSM Corona              | 3 de marzo    | 21:00 |  |

### Grupo 2
Equipos de la Liga Bancomer MX: Monterrey, Veracruz
Equipos del Ascenso MX: Correcaminos, Altamira
Transmisión: SKY
| Pos. | Equipo           | Pts. | PJ | G | E | P | LG | GF | GC | Dif. | Clasificación             |
| ---- | ---------------- | ---- | -- | - | - | - | -- | -- | -- | ---- | ------------------------- |
| 1    | Monterrey        | 15   | 6  | 4 | 1 | 1 | 2  | 14 | 3  | +11  | Acceso a cuartos de final |
| 2    | Correcaminos UAT | 15   | 6  | 3 | 3 | 0 | 3  | 9  | 6  | +3   | Acceso a cuartos de final |
| 3    | Veracruz         | 6    | 6  | 1 | 2 | 3 | 1  | 5  | 8  | −3   |                           |
| 4    | Altamira         | 2    | 6  | 0 | 2 | 4 | 0  | 4  | 15 | −11  |                           |

 Fuente: [cita requerida]
| Altamira     | 1 - 2 | Veracruz     | Altamira             | 21 de enero   | 19:00 |  |
| Monterrey    | 0 - 1 | Correcaminos | Tecnológico          | 20 de enero   | 21:00 |  |
| Veracruz     | 0 - 0 | Altamira     | Luis "Pirata" Fuente | 28 de enero   | 19:00 |  |
| Correcaminos | 1 - 1 | Monterrey    | Marte R. Gómez       | 28 de enero   | 21:00 |  |
| Veracruz     | 1 - 1 | Correcaminos | Luis "Pirata" Fuente | 2 de febrero  | 19:00 |  |
| Altamira     | 0 - 4 | Monterrey    | Altamira             | 2 de febrero  | 21:00 |  |
| Correcaminos | 2 - 1 | Veracruz     | Marte R. Gómez       | 17 de febrero | 19:00 |  |
| Monterrey    | 5 - 0 | Altamira     | Tecnológico          | 17 de febrero | 21:00 |  |
| Altamira     | 2 - 2 | Correcaminos | Altamira             | 25 de febrero | 19:00 |  |
| Veracruz     | 0 - 1 | Monterrey    | Luis "Pirata" Fuente | 25 de febrero | 21:00 |  |
| Correcaminos | 2 - 1 | Altamira     | Marte R. Gómez       | 3 de marzo    | 19:00 |  |
| Monterrey    | 3 - 1 | Veracruz     | Tecnológico          | 3 de marzo    | 21:00 |  |

### Grupo 3
Equipos de la Liga Bancomer MX: Tijuana, Leones Negros
Equipos del Ascenso MX: Tepic, Necaxa
Transmisión: TVC Deportes, ESPN 2 (solo juegos como local de Leones Negros)
| Pos. | Equipo  | Pts. | PJ | G | E | P | LG | GF | GC | Dif. | Clasificación             |
| ---- | ------- | ---- | -- | - | - | - | -- | -- | -- | ---- | ------------------------- |
| 1    | Tijuana | 17   | 6  | 4 | 2 | 0 | 3  | 14 | 6  | +8   | Acceso a cuartos de final |
| 2    | Coras   | 9    | 6  | 2 | 2 | 2 | 1  | 11 | 7  | +4   |                           |
| 3    | U de G  | 7    | 6  | 1 | 3 | 2 | 1  | 4  | 7  | −3   |                           |
| 4    | Necaxa  | 4    | 6  | 1 | 1 | 4 | 0  | 4  | 13 | −9   |                           |

 Fuente: [cita requerida]
| Tepic   | 0 - 0   | U de G  | Arena Cora | 20 de enero   | 21:00 (20:00 HL) |  |
| Tijuana | 3 - 0 * | Necaxa  | Caliente   | 21 de enero   | 21:00 (19:00 HL) |  |
| Necaxa  | 1 - 3   | Tijuana | Victoria   | 27 de enero   | 19:00            |  |
| U de G  | 0 - 3   | Tepic   | Jalisco    | 27 de enero   | 19:00            |  |
| U de G  | 2 - 0   | Necaxa  | Jalisco    | 4 de febrero  | 19:00            |  |
| Tijuana | 3 - 2   | Tepic   | Caliente   | 4 de febrero  | 21:00 (19:00 HL) |  |
| Tepic   | 2 - 2   | Tijuana | Arena Cora | 17 de febrero | 21:00 (20:00 HL) |  |
| Necaxa  | 1 - 1   | U de G  | Victoria   | 18 de febrero | 19:00            |  |
| U de G  | 1 - 1   | Tijuana | Jalisco    | 24 de febrero | 21:00            |  |
| Tepic   | 3 - 0*  | Necaxa  | Arena Cora | 24 de febrero | 19:00 (18:00 HL) |  |
| Tijuana | 2 - 0   | U de G  | Caliente   | 3 de marzo    | 21:00 (19:00 HL) |  |
| Necaxa  | 2 - 1   | Tepic   | Victoria   | 4 de marzo    | 21:00            |  |

- El Club Necaxa pierde el partido contra Tijuana, de la Llave 1 Ida, y el partido de Coras vs Necaxa de la Llave 3 Ida, de COPA MX C15, por marcador de 3-0 por no respetar el acuerdo del Artículo 21 del Reglamento de Competencia vigente para COPA MX.

### Grupo 4
Equipos de la Liga Bancomer MX: Guadalajara
Equipos del Ascenso MX: Lobos BUAP, Irapuato, Dorados
Transmisión: Univision TDN
| Pos. | Equipo      | Pts. | PJ | G | E | P | LG | GF | GC | Dif. | Clasificación             |
| ---- | ----------- | ---- | -- | - | - | - | -- | -- | -- | ---- | ------------------------- |
| 1    | Guadalajara | 15   | 6  | 4 | 1 | 1 | 2  | 7  | 3  | +4   | Acceso a cuartos de final |
| 2    | Dorados     | 13   | 6  | 3 | 2 | 1 | 2  | 11 | 8  | +3   |                           |
| 3    | Lobos BUAP  | 7    | 6  | 2 | 0 | 4 | 1  | 7  | 9  | −2   |                           |
| 4    | Irapuato    | 4    | 6  | 1 | 1 | 4 | 0  | 1  | 6  | −5   |                           |

 Fuente: [cita requerida]
| Irapuato    | 1 - 0 | Lobos BUAP  | Sergio León Chávez  | 20 de enero   | 19:00 |  |
| Guadalajara | 2 - 2 | Dorados     | Omnilife            | 21 de enero   | 19:00 |  |
| Lobos BUAP  | 1 - 0 | Irapuato    | Olímpico de la BUAP | 27 de enero   | 19:00 |  |
| Dorados     | 1 - 0 | Guadalajara | Banorte             | 28 de enero   | 21:00 |  |
| Guadalajara | 2 - 0 | Lobos BUAP  | Omnilife            | 3 de febrero  | 21:00 |  |
| Irapuato    | 0 - 0 | Dorados     | Sergio León Chávez  | 4 de febrero  | 19:00 |  |
| Lobos BUAP  | 0 - 1 | Guadalajara | Olímpico de la BUAP | 17 de febrero | 19:00 |  |
| Dorados     | 3 - 0 | Irapuato    | Banorte             | 17 de febrero | 21:00 |  |
| Irapuato    | 0 - 1 | Guadalajara | Sergio León Chávez  | 24 de febrero | 21:00 |  |
| Lobos BUAP  | 4 - 1 | Dorados     | Olímpico de la BUAP | 25 de febrero | 19:00 |  |
| Guadalajara | 1 - 0 | Irapuato    | Omnilife            | 3 de marzo    | 19:00 |  |
| Dorados     | 4 - 2 | Lobos BUAP  | Banorte             | 3 de marzo    | 21:00 |  |

### Grupo 5
Equipos de la Liga Bancomer MX: Toluca, Puebla
Equipos del Ascenso MX: Atlante, Mérida
Transmisión: TVC Deportes
| Pos. | Equipo  | Pts. | PJ | G | E | P | LG | GF | GC | Dif. | Clasificación             |
| ---- | ------- | ---- | -- | - | - | - | -- | -- | -- | ---- | ------------------------- |
| 1    | Puebla  | 16   | 6  | 4 | 1 | 1 | 3  | 11 | 6  | +5   | Acceso a cuartos de final |
| 2    | Mérida  | 14   | 6  | 4 | 0 | 2 | 2  | 13 | 7  | +6   | Acceso a cuartos de final |
| 3    | Toluca  | 8    | 6  | 2 | 1 | 3 | 1  | 9  | 13 | −4   |                           |
| 4    | Atlante | 2    | 6  | 0 | 2 | 4 | 0  | 5  | 12 | −7   |                           |

 Fuente: [cita requerida]
| Puebla  | 2 - 0 | Atlante | Olímpico de la BUAP     | 20 de enero   | 19:00 |  |
| Mérida  | 6 - 1 | Toluca  | Carlos Iturralde Rivero | 21 de enero   | 21:00 |  |
| Atlante | 1 - 1 | Puebla  | Andrés Quintana Roo     | 27 de enero   | 21:00 |  |
| Toluca  | 0 - 1 | Mérida  | Nemesio Díez            | 28 de enero   | 21:00 |  |
| Toluca  | 3 - 1 | Atlante | Nemesio Díez            | 3 de febrero  | 19:00 |  |
| Puebla  | 2 - 1 | Mérida  | Olímpico de la BUAP     | 3 de febrero  | 21:00 |  |
| Mérida  | 0 - 2 | Puebla  | Carlos Iturralde Rivero | 17 de febrero | 19:00 |  |
| Atlante | 1 - 1 | Toluca  | Andrés Quintana Roo     | 17 de febrero | 21:00 |  |
| Toluca  | 4 - 3 | Puebla  | Nemesio Díez            | 24 de febrero | 19:00 |  |
| Atlante | 2 - 3 | Mérida  | Andrés Quintana Roo     | 24 de febrero | 21:00 |  |
| Mérida  | 2 - 0 | Atlante | Carlos Iturralde Rivero | 3 de marzo    | 19:00 |  |
| Puebla  | 1 - 0 | Toluca  | Olímpico de la BUAP     | 4 de marzo    | 21:00 |  |

### Grupo 6
Equipos de la Liga Bancomer MX: UNAM, Chiapas
Equipos del Ascenso MX: Oaxaca, Zacatepec
Transmisión: Univision TDN
| Pos. | Equipo    | Pts. | PJ | G | E | P | LG | GF | GC | Dif. | Clasificación             |
| ---- | --------- | ---- | -- | - | - | - | -- | -- | -- | ---- | ------------------------- |
| 1    | Chiapas   | 12   | 6  | 4 | 0 | 2 | 0  | 12 | 8  | +4   | Acceso a cuartos de final |
| 2    | Zacatepec | 12   | 6  | 3 | 1 | 2 | 2  | 9  | 7  | +2   |                           |
| 3    | UNAM      | 9    | 6  | 2 | 1 | 3 | 2  | 6  | 10 | −4   |                           |
| 4    | Alebrijes | 7    | 6  | 2 | 0 | 4 | 1  | 8  | 10 | −2   |                           |

 Fuente: [cita requerida]
| Chiapas   | 1 - 3 | Oaxaca    | Víctor Manuel Reyna    | 20 de enero   | 19:00 |  |
| UNAM      | 1 - 0 | Zacatepec | Olímpico Universitario | 21 de enero   | 21:00 |  |
| Zacatepec | 1 - 1 | UNAM      | Agustín Coruco Díaz    | 27 de enero   | 19:00 |  |
| Oaxaca    | 0 - 2 | Chiapas   | Benito Juárez          | 28 de enero   | 19:00 |  |
| Chiapas   | 0 - 2 | Zacatepec | Víctor Manuel Reyna    | 4 de febrero  | 19:00 |  |
| Oaxaca    | 3 - 2 | UNAM      | Benito Juárez          | 4 de febrero  | 21:00 |  |
| Zacatepec | 2 - 3 | Chiapas   | Agustín Coruco Díaz    | 18 de febrero | 19:00 |  |
| UNAM      | 1 - 0 | Oaxaca    | Olímpico Universitario | 18 de febrero | 21:00 |  |
| Zacatepec | 2 - 1 | Oaxaca    | Agustín Coruco Díaz    | 24 de febrero | 19:00 |  |
| UNAM      | 0 - 3 | Chiapas   | Olímpico Universitario | 24 de febrero | 21:00 |  |
| Oaxaca    | 1 - 2 | Zacatepec | Benito Juárez          | 4 de marzo    | 19:00 |  |
| Chiapas   | 3 - 1 | UNAM      | Víctor Manuel Reyna    | 4 de marzo    | 21:00 |  |

### Mejores segundos
| Pos. | Equipo             | Pts. | PJ | G | E | P | LG | GF | GC | Dif. | Clasificación             |
| ---- | ------------------ | ---- | -- | - | - | - | -- | -- | -- | ---- | ------------------------- |
| 1    | Correcaminos UAT   | 15   | 6  | 3 | 3 | 0 | 3  | 9  | 6  | +3   | Acceso a cuartos de final |
| 2    | Mérida             | 14   | 6  | 4 | 0 | 2 | 2  | 13 | 7  | +6   | Acceso a cuartos de final |
| 3    | Dorados de Sinaloa | 13   | 6  | 3 | 2 | 1 | 2  | 11 | 8  | +3   |                           |
| 4    | Zacatepec          | 12   | 6  | 3 | 1 | 2 | 2  | 11 | 8  | +3   |                           |
| 5    | Santos             | 11   | 6  | 2 | 3 | 1 | 2  | 9  | 10 | −1   |                           |
| 6    | Coras              | 10   | 6  | 2 | 2 | 2 | 2  | 11 | 7  | +4   |                           |

 Fuente: [cita requerida]

## Tabla de clasificados
- Datos según la página oficial de la competición.

| Pos. | Equipo           | Pts. | PJ | G | E | P | LG | GF | GC | Dif. |
| ---- | ---------------- | ---- | -- | - | - | - | -- | -- | -- | ---- |
| 1    | Tijuana          | 17   | 6  | 4 | 2 | 0 | 3  | 14 | 6  | +8   |
| 2    | Puebla           | 16   | 6  | 4 | 1 | 1 | 3  | 11 | 6  | +5   |
| 3    | Monterrey        | 15   | 6  | 4 | 1 | 1 | 2  | 14 | 3  | +11  |
| 4    | Querétaro        | 15   | 6  | 4 | 1 | 1 | 2  | 13 | 5  | +8   |
| 5    | Guadalajara      | 15   | 6  | 4 | 1 | 1 | 2  | 7  | 3  | +4   |
| 6    | Correcaminos UAT | 15   | 6  | 3 | 3 | 0 | 3  | 9  | 6  | +3   |
| 7    | Mérida           | 14   | 6  | 4 | 0 | 2 | 2  | 13 | 7  | +6   |
| 8    | Chiapas          | 13   | 6  | 4 | 0 | 2 | 1  | 12 | 8  | +4   |

 Fuente: [cita requerida]

## Estadísticas

### Máximos goleadores
Lista con los máximos goleadores de la Copa MX, * Datos según la página oficial de la competición. (También se incluyen los goles de Fase Final)
| Pos. | Jugador         | Equipo      | Goles | Goles Penal | Frecuencia |
| ---- | --------------- | ----------- | ----- | ----------- | ---------- |
| 1.º  | Aldo de Nigris  | Guadalajara | 5     | 1           | 111.00´    |
| 1.º  | Hérculez Gómez  | Puebla      | 5     | 0           | 90.00´     |
| 1.º  | Raúl Enríquez   | Dorados     | 5     | 1           | 92.60'     |
| 2.º  | Michel Vázquez  | Veracruz    | 4     | 1           | 89.50´     |
| 3.º  | Henry Martín    | Tijuana     | 4     | 0           | 134.00´    |
| 4.º  | Brayan Martínez | Mérida      | 3     | 0           | 87.67'     |

- Actualizado el 21 de abril de 2015

### Clasificación Juego Limpio
| Lugar                                | Club                                 |          |          |          | Puntos   |
| ------------------------------------ | ------------------------------------ | -------- | -------- | -------- | -------- |
| 1                                    | Monterrey                            | 8        | 0        | 0        | 8        |
| 2                                    | Tepic                                | 8        | 0        | 0        | 8        |
| 3                                    | Atlético San Luis                    | 9        | 0        | 0        | 9        |
| 4                                    | Zacatecas                            | 6        | 0        | 1        | 9        |
| 5                                    | Querétaro                            | 10       | 0        | 0        | 10       |
| 6                                    | Chiapas                              | 10       | 0        | 0        | 10       |
| 7                                    | Zacatepec                            | 10       | 0        | 0        | 10       |
| 8                                    | Lobos BUAP                           | 8        | 1        | 0        | 11       |
| 9                                    | Oaxaca                               | 11       | 0        | 0        | 11       |
| 10                                   | Atlante                              | 12       | 0        | 0        | 12       |
| 11                                   | UNAM                                 | 9        | 0        | 1        | 12       |
| 12                                   | U de G                               | 9        | 1        | 0        | 12       |
| 13                                   | Veracruz                             | 9        | 1        | 0        | 12       |
| 14                                   | Guadalajara                          | 13       | 0        | 0        | 13       |
| 15                                   | Correcaminos                         | 10       | 0        | 1        | 13       |
| 16                                   | Dorados                              | 7        | 0        | 2        | 13       |
| 17                                   | Tijuana                              | 11       | 0        | 1        | 14       |
| 18                                   | Toluca                               | 14       | 0        | 0        | 14       |
| 19                                   | Mérida                               | 14       | 0        | 0        | 14       |
| 20                                   | Irapuato                             | 13       | 1        | 0        | 16       |
| 21                                   | Altamira                             | 14       | 0        | 1        | 17       |
| 22                                   | Puebla                               | 13       | 1        | 1        | 19       |
| 23                                   | Santos                               | 14       | 0        | 2        | 20       |
| 24                                   | Necaxa                               | 20       | 0        | 1        | 23       |
| Primera Tarjeta Amarilla             | Primera Tarjeta Amarilla             | 1 punto  | 1 punto  | 1 punto  | 1 punto  |
| Segunda Tarjeta Amarilla y Expulsión | Segunda Tarjeta Amarilla y Expulsión | 3 puntos | 3 puntos | 3 puntos | 3 puntos |
| Tarjeta Roja Directa                 | Tarjeta Roja Directa                 | 3 puntos | 3 puntos | 3 puntos | 3 puntos |

- Actualizado el 3 de marzo de 2015

## Fase final
Se jugará a un partido por eliminación directa
|  | Cuartos de final          | Cuartos de final          | Cuartos de final          |             |   | Semifinales                      | Semifinales                      | Semifinales                      |  |   | Final               | Final               | Final               |  |
|  | 10 al 17 de marzo de 2015 | 10 al 17 de marzo de 2015 | 10 al 17 de marzo de 2015 |             |   | 18 de marzo y 7 de abril de 2015 | 18 de marzo y 7 de abril de 2015 | 18 de marzo y 7 de abril de 2015 |  |   | 21 de abril de 2015 | 21 de abril de 2015 | 21 de abril de 2015 |  |
|  |                           |                           |                           |             |   |                                  |                                  |                                  |  |   |                     |                     |                     |  |
|  |                           |                           |                           |             |   |                                  |                                  |                                  |  |   |                     |                     |                     |  |
|  | 2                         | Puebla                    | 2                         |             |   |                                  |                                  |                                  |  |   |                     |                     |                     |  |
|  | 2                         | Puebla                    | 2                         |             |   |                                  |                                  |                                  |  |   |                     |                     |                     |  |
|  | 7                         | Mérida                    | 1                         |             |   |                                  |                                  |                                  |  |   |                     |                     |                     |  |
|  | 7                         | Mérida                    | 1                         |             | 2 | Puebla                           | 3                                |                                  |  |   |                     |                     |                     |  |
|  |                           |                           |                           |             | 2 | Puebla                           | 3                                |                                  |  |   |                     |                     |                     |  |
|  |                           |                           | 3                         | Monterrey   | 0 |                                  |                                  |                                  |  |   |                     |                     |                     |  |
|  | 3                         | Monterrey                 | 3                         | Monterrey   | 0 | 4                                |                                  |                                  |  |   |                     |                     |                     |  |
|  | 3                         | Monterrey                 |                           |             |   |                                  |                                  |                                  |  |   |                     |                     |                     |  |
|  | 6                         | Correcaminos UAT          | 1                         |             |   |                                  |                                  |                                  |  |   |                     |                     |                     |  |
|  | 6                         | Correcaminos UAT          | 1                         |             |   |                                  |                                  |                                  |  | 2 | Puebla              | 4                   |                     |  |
|  |                           |                           |                           |             |   |                                  |                                  |                                  |  | 2 | Puebla              | 4                   |                     |  |
|  |                           |                           | 5                         | Guadalajara | 2 |                                  |                                  |                                  |  |   |                     |                     |                     |  |
|  | 4                         | Querétaro                 | 5                         | Guadalajara | 2 | 0 (3)                            |                                  |                                  |  |   |                     |                     |                     |  |
|  | 4                         | Querétaro                 |                           |             |   |                                  |                                  |                                  |  |   |                     |                     |                     |  |
|  | 5                         | Guadalajara (p.)          | 0 (4)                     |             |   |                                  |                                  |                                  |  |   |                     |                     |                     |  |
|  | 5                         | Guadalajara (p.)          | 0 (4)                     |             | 5 | Guadalajara                      | 2                                |                                  |  |   |                     |                     |                     |  |
|  |                           |                           |                           |             | 5 | Guadalajara                      | 2                                |                                  |  |   |                     |                     |                     |  |
|  |                           |                           | 8                         | Chiapas     | 1 |                                  |                                  |                                  |  |   |                     |                     |                     |  |
|  | 1                         | Tijuana                   | 8                         | Chiapas     | 1 | 0                                |                                  |                                  |  |   |                     |                     |                     |  |
|  | 1                         | Tijuana                   |                           |             |   |                                  |                                  |                                  |  |   |                     |                     |                     |  |
|  | 8                         | Chiapas                   | 2                         |             |   |                                  |                                  |                                  |  |   |                     |                     |                     |  |
|  | 8                         | Chiapas                   | 2                         |             |   |                                  |                                  |                                  |  |   |                     |                     |                     |  |
|  |                           |                           |                           |             |   |                                  |                                  |                                  |  |   |                     |                     |                     |  |

## Cuartos de final

### Tijuana-Chiapas
| 11 de marzo de 2015, 21:00    | Tijuana | 0:2 (0:0) | Chiapas                | Estadio Caliente, Tijuana, Baja California. |                                 |
|                               |         | Reporte   | Díaz 64' · Andrade 75' | Árbitro(s): Miguel Ángel Chacón             | Árbitro(s): Miguel Ángel Chacón |
| Chiapas avanzó a semifinales. |         |           |                        |                                             |                                 |

### Querétaro-Guadalajara
| 10 de marzo de 2015, 19:15        | Querétaro                                                                 | 0:0 (3:4 p.)               | Guadalajara                                                               | Estadio Corregidora, Querétaro, Querétaro |                                |
|                                   |                                                                           | Reporte                    |                                                                           | Árbitro(s): Miguel Ángel Ayala            | Árbitro(s): Miguel Ángel Ayala |
|                                   |                                                                           | Tiros desde el punto penal |                                                                           |                                           |                                |
|                                   | Sinha (0:0) · Osuna (1:1) · Villa (2:2) · Pacheco (3:2) · Danilinho (3:3) |                            | (0:1) Arce · (1:2) Hernández · (2:2) Esparza · (3:3) Torres · (3:4) Bravo |                                           |                                |
| Guadalajara avanzó a semifinales. |                                                                           |                            |                                                                           |                                           |                                |

### Puebla-Mérida
| 10 de marzo de 2015, 17:00   | Puebla                 | 2:1 (1:1) | Mérida     | Estadio Olímpico de la BUAP, Puebla, Puebla |                            |
|                              | Blanco 17' · Gómez 63' | Reporte   | Mendoza 5' | Árbitro(s): Eduardo Galván                  | Árbitro(s): Eduardo Galván |
| Puebla avanzó a semifinales. |                        |           |            |                                             |                            |

### Monterrey-Correcaminos
| 17 de marzo de 2015, 19:00 | Monterrey                              | 4:1 (2:1) | Correcaminos | Estadio Tecnológico, Monterrey, Nuevo León |                                 |
| | Cardona 3' 55' · Chará 40' · Pabon 67' | Reporte   | Orozco 42'   | Árbitro(s): Roberto Ríos Jácome            | Árbitro(s): Roberto Ríos Jácome |
| El partido se llevaría a cabo el día 10 de marzo a las 21:30 pero ante las condiciones meteorológicas fue pospuesto al día 17 de marzo a las 19:00. Monterrey avanzó a semifinales. |                                        |           |              |                                            |                                 |

## Semifinales

### Puebla-Monterrey
| 7 de abril de 2015, 20:00 | Puebla                                       | 3:0 (2:0) | Monterrey | Estadio Olímpico de la BUAP, Puebla, Puebla |                                |
|                           | De Luna 25' · Cosme 45+2' · Blanco 53' (pen) | Reporte   |           | Árbitro(s): Erick Yair Miranda              | Árbitro(s): Erick Yair Miranda |
| Puebla avanzó a la final. |                                              |           |           |                                             |                                |

### Guadalajara-Chiapas
| 18 de marzo de 2015, 20:30     | Guadalajara            | 2:1 (0:0) | Chiapas    | Estadio Omnilife, Guadalajara, Jalisco. |                          |
|                                | Reyna 62' · Torres 73' | Reporte   | Romero 51' | Árbitro(s): Oscar Macías                | Árbitro(s): Oscar Macías |
| Guadalajara avanzó a la final. |                        |           |            |                                         |                          |

## Final

### Puebla-Guadalajara
| 21 de abril de 2015, 20:00                      | Puebla                                      | 4:2 (2:0) | Guadalajara       | Estadio Olímpico de la BUAP, Puebla, Puebla |  |
|                                                 | Erpen 7' · Rey 26' · Alustiza 60' (pen) 68' | Reporte   | de Nigris 55' 56' |                                             |  |
| Puebla Campeón de la Copa México Clausura 2015. |                                             |           |                   |                                             |  |

### Final
| 1     | POR   | Fabián Villaseñor   |     |
| 12    | DEF   | Oscar Rojas         |     |
| 16    | DEF   | Michael Orozco      |     |
| 4     | DEF   | Facundo Erpen       |     |
| 24    | DEF   | Sergio Pérez        | 64' |
| 28    | MED   | Francisco Torres    |     |
| 7     | MED   | Luis Miguel Noriega |     |
| 19    | DEL   | Flavio Santos       | 64' |
| 21    | DEL   | Luis Gabriel Rey    |     |
| 11    | DEL   | Matías Alustiza     | 70' |
| 13    | DEL   | Alfonso Tamay       |     |
| D. T. | D. T. | José Guadalupe Cruz |     |

| 1     | POR   | José Antonio Rodríguez  |     |
| 16    | DEF   | Miguel Ponce            | 70' |
| 27    | DEF   | Hedgardo Marín          |     |
| 3     | DEF   | Kristian Álvarez        |     |
| 2     | DEF   | Nestor Vidrio           | 48' |
| 5     | MED   | Patricio Araujo         |     |
| 15    | MED   | Fernando Arce           |     |
| 19    | MED   | David Toledo            | 52' |
| 28    | MED   | Giovani Hernández       |     |
| 31    | DEL   | Erick Torres            |     |
| 11    | DEL   | Aldo de Nigris          |     |
| D. T. | D. T. | José Manuel de la Torre |     |

| 5  | Defensa        | Mario de Luna     | 64' |
| 22 | Centrocampista | John Pajoy        | 64' |
| 10 | Delantero      | Cuauhtémoc Blanco | 70' |

| 17 | Defensa        | Jesús Sánchez | 48' |
| 33 | Centrocampista | Marco Fabián  | 52' |
| 21 | Delantero      | Carlos Fierro | 70' |

| 7' · 26' · 60' · 68' | Facundo Erpen Luis Gabriel Rey Matías Alustiza | 1:0 2:0 3:2 4:2 |

| 55' · 56' | Aldo de Nigris | 2:1 2:2 |

| 13' · 64' | Michael Orozco Francisco Torres |

| 38' | Nestor Vidrio |

| Expulsado · Otorgado · Expulsado | ? |

| Expulsado · Otorgado · Expulsado | ? |

| Principal  | Luis Enrique Santander  |
| Asistentes | Marvin Cesar Torrentera |
|            | Telly Salvador          |
| Cuarto     | Roberto Rios            |

|                    |   |   |
| Tiros              | 2 | 2 |
| Tiros a puerta     | - | - |
| Faltas             | - | - |
| Saques de esquina  | 2 | 6 |
| Penaltis           | 0 | 1 |
| Fueras de juego    | 1 | 0 |
| Posesión del balón | % | % |

| Alineación inicial |

| 1     | POR   | Fabián Villaseñor   |     |
| 12    | DEF   | Oscar Rojas         |     |
| 16    | DEF   | Michael Orozco      |     |
| 4     | DEF   | Facundo Erpen       |     |
| 24    | DEF   | Sergio Pérez        | 64' |
| 28    | MED   | Francisco Torres    |     |
| 7     | MED   | Luis Miguel Noriega |     |
| 19    | DEL   | Flavio Santos       | 64' |
| 21    | DEL   | Luis Gabriel Rey    |     |
| 11    | DEL   | Matías Alustiza     | 70' |
| 13    | DEL   | Alfonso Tamay       |     |
| D. T. | D. T. | José Guadalupe Cruz |     |

| 1     | POR   | José Antonio Rodríguez  |     |
| 16    | DEF   | Miguel Ponce            | 70' |
| 27    | DEF   | Hedgardo Marín          |     |
| 3     | DEF   | Kristian Álvarez        |     |
| 2     | DEF   | Nestor Vidrio           | 48' |
| 5     | MED   | Patricio Araujo         |     |
| 15    | MED   | Fernando Arce           |     |
| 19    | MED   | David Toledo            | 52' |
| 28    | MED   | Giovani Hernández       |     |
| 31    | DEL   | Erick Torres            |     |
| 11    | DEL   | Aldo de Nigris          |     |
| D. T. | D. T. | José Manuel de la Torre |     |

| 5  | Defensa        | Mario de Luna     | 64' |
| 22 | Centrocampista | John Pajoy        | 64' |
| 10 | Delantero      | Cuauhtémoc Blanco | 70' |

| 17 | Defensa        | Jesús Sánchez | 48' |
| 33 | Centrocampista | Marco Fabián  | 52' |
| 21 | Delantero      | Carlos Fierro | 70' |

| 7' · 26' · 60' · 68' | Facundo Erpen Luis Gabriel Rey Matías Alustiza | 1:0 2:0 3:2 4:2 |

| 55' · 56' | Aldo de Nigris | 2:1 2:2 |

| 13' · 64' | Michael Orozco Francisco Torres |

| 38' | Nestor Vidrio |

| Expulsado · Otorgado · Expulsado | ? |

| Expulsado · Otorgado · Expulsado | ? |

| Principal  | Luis Enrique Santander  |
| Asistentes | Marvin Cesar Torrentera |
|            | Telly Salvador          |
| Cuarto     | Roberto Rios            |

|                    |   |   |
| Tiros              | 2 | 2 |
| Tiros a puerta     | - | - |
| Faltas             | - | - |
| Saques de esquina  | 2 | 6 |
| Penaltis           | 0 | 1 |
| Fueras de juego    | 1 | 0 |
| Posesión del balón | % | % |

| Alineación inicial |

| 1     | POR   | Fabián Villaseñor   |     |
| 12    | DEF   | Oscar Rojas         |     |
| 16    | DEF   | Michael Orozco      |     |
| 4     | DEF   | Facundo Erpen       |     |
| 24    | DEF   | Sergio Pérez        | 64' |
| 28    | MED   | Francisco Torres    |     |
| 7     | MED   | Luis Miguel Noriega |     |
| 19    | DEL   | Flavio Santos       | 64' |
| 21    | DEL   | Luis Gabriel Rey    |     |
| 11    | DEL   | Matías Alustiza     | 70' |
| 13    | DEL   | Alfonso Tamay       |     |
| D. T. | D. T. | José Guadalupe Cruz |     |

| 1     | POR   | José Antonio Rodríguez  |     |
| 16    | DEF   | Miguel Ponce            | 70' |
| 27    | DEF   | Hedgardo Marín          |     |
| 3     | DEF   | Kristian Álvarez        |     |
| 2     | DEF   | Nestor Vidrio           | 48' |
| 5     | MED   | Patricio Araujo         |     |
| 15    | MED   | Fernando Arce           |     |
| 19    | MED   | David Toledo            | 52' |
| 28    | MED   | Giovani Hernández       |     |
| 31    | DEL   | Erick Torres            |     |
| 11    | DEL   | Aldo de Nigris          |     |
| D. T. | D. T. | José Manuel de la Torre |     |

| 5  | Defensa        | Mario de Luna     | 64' |
| 22 | Centrocampista | John Pajoy        | 64' |
| 10 | Delantero      | Cuauhtémoc Blanco | 70' |

| 17 | Defensa        | Jesús Sánchez | 48' |
| 33 | Centrocampista | Marco Fabián  | 52' |
| 21 | Delantero      | Carlos Fierro | 70' |

| 7' · 26' · 60' · 68' | Facundo Erpen Luis Gabriel Rey Matías Alustiza | 1:0 2:0 3:2 4:2 |

| 55' · 56' | Aldo de Nigris | 2:1 2:2 |

| 13' · 64' | Michael Orozco Francisco Torres |

| 38' | Nestor Vidrio |

| Expulsado · Otorgado · Expulsado | ? |

| Expulsado · Otorgado · Expulsado | ? |

| Principal  | Luis Enrique Santander  |
| Asistentes | Marvin Cesar Torrentera |
|            | Telly Salvador          |
| Cuarto     | Roberto Rios            |

|                    |   |   |
| Tiros              | 2 | 2 |
| Tiros a puerta     | - | - |
| Faltas             | - | - |
| Saques de esquina  | 2 | 6 |
| Penaltis           | 0 | 1 |
| Fueras de juego    | 1 | 0 |
| Posesión del balón | % | % |

| Alineación inicial |

| 1     | POR   | Fabián Villaseñor   |     |
| 12    | DEF   | Oscar Rojas         |     |
| 16    | DEF   | Michael Orozco      |     |
| 4     | DEF   | Facundo Erpen       |     |
| 24    | DEF   | Sergio Pérez        | 64' |
| 28    | MED   | Francisco Torres    |     |
| 7     | MED   | Luis Miguel Noriega |     |
| 19    | DEL   | Flavio Santos       | 64' |
| 21    | DEL   | Luis Gabriel Rey    |     |
| 11    | DEL   | Matías Alustiza     | 70' |
| 13    | DEL   | Alfonso Tamay       |     |
| D. T. | D. T. | José Guadalupe Cruz |     |

| 1     | POR   | José Antonio Rodríguez  |     |
| 16    | DEF   | Miguel Ponce            | 70' |
| 27    | DEF   | Hedgardo Marín          |     |
| 3     | DEF   | Kristian Álvarez        |     |
| 2     | DEF   | Nestor Vidrio           | 48' |
| 5     | MED   | Patricio Araujo         |     |
| 15    | MED   | Fernando Arce           |     |
| 19    | MED   | David Toledo            | 52' |
| 28    | MED   | Giovani Hernández       |     |
| 31    | DEL   | Erick Torres            |     |
| 11    | DEL   | Aldo de Nigris          |     |
| D. T. | D. T. | José Manuel de la Torre |     |

| 5  | Defensa        | Mario de Luna     | 64' |
| 22 | Centrocampista | John Pajoy        | 64' |
| 10 | Delantero      | Cuauhtémoc Blanco | 70' |

| 17 | Defensa        | Jesús Sánchez | 48' |
| 33 | Centrocampista | Marco Fabián  | 52' |
| 21 | Delantero      | Carlos Fierro | 70' |

| 7' · 26' · 60' · 68' | Facundo Erpen Luis Gabriel Rey Matías Alustiza | 1:0 2:0 3:2 4:2 |

| 55' · 56' | Aldo de Nigris | 2:1 2:2 |

| 13' · 64' | Michael Orozco Francisco Torres |

| 38' | Nestor Vidrio |

| Expulsado · Otorgado · Expulsado | ? |

| Expulsado · Otorgado · Expulsado | ? |

| Principal  | Luis Enrique Santander  |
| Asistentes | Marvin Cesar Torrentera |
|            | Telly Salvador          |
| Cuarto     | Roberto Rios            |

|                    |   |   |
| Tiros              | 2 | 2 |
| Tiros a puerta     | - | - |
| Faltas             | - | - |
| Saques de esquina  | 2 | 6 |
| Penaltis           | 0 | 1 |
| Fueras de juego    | 1 | 0 |
| Posesión del balón | % | % |

| Alineación inicial |

|           |
| Campeón   |
| Puebla    |
| 5° título |

| Predecesor: Apertura 2014 | Temporadas de la Copa México Clausura 2015 | Sucesor: Apertura 2015 |